# فرانک هیل
فرانک هیل (انگلیسی: Frank Hill; ۲۱ مهٔ ۱۹۰۶ – ۲۶ اوت ۱۹۹۳) بازیکن فوتبال اهل بریتانیا بود.
از باشگاه‌هایی که در آن بازی کرده‌است می‌توان به باشگاه فوتبال آرسنال، باشگاه فوتبال بلکپول، باشگاه فوتبال آبردین، باشگاه فوتبال ساوت‌همپتون، باشگاه فوتبال کرو آلکساندرا اشاره کرد.
وی همچنین در تیم ملی فوتبال اسکاتلند  بازی کرده‌است.